# Apyrgota jiangleensis
Apyrgota jiangleensis är en tvåvingeart som beskrevs av Shi 1994. Apyrgota jiangleensis ingår i släktet Apyrgota och familjen Pyrgotidae.
Artens utbredningsområde är Fujian (Kina). Inga underarter finns listade i Catalogue of Life.